# Bülstringen
Bülstringen es un municipio situado en el distrito de Börde, en el estado federado de Sajonia-Anhalt (Alemania), a una altitud de 53 metros. Su población a finales de 2015 era de unos 880 habitantes y su densidad poblacional, 35 hab/km².
Se encuentra situado a orillas del río Ohre, un afluente del Elba.